# Rothorn (Laggintal)
Pour les articles homonymes, voir Rothorn.
À ne pas confondre avec le Rothorn situé 6 km au nord-est, à l'est du village de Simplon.
Le Rothorn est un sommet des Alpes valaisannes, en Suisse, situé à Simplon, dans le canton du Valais, qui culmine à 3 107 m d'altitude.
Il domine le Laggintal au sud-est, le Bodmergletscher au nord-ouest, le Sibilufluegletscher au sud et le village de Simplon au nord-est. Il est situé à 6 km d'un autre Rothorn.